# Magical Mystery Tour (песня)
Magical Mystery Tour (с англ. — «Волшебное таинственное путешествие») — песня The Beatles из альбома Magical Mystery Tour. Единственный из саундтреков к фильмам, снятым с участием группы, не вышедший как сингл.

## История написания
Пол Маккартни был основным автором песни, хотя утверждал, что писал её совместно с Ленноном. Леннон говорил о композиции: «Песня Пола. Может, я и написал часть её, но это была его задумка». В 1972 году он добавил: «Пол написал её. Я только немножко помог с текстом».
Текст песни передаёт краткое содержание одноимённого фильма. «Таинственные путешествия» (особый вид экскурсий) были очень популярны в Великобритании, когда The Beatles только начинали выступать. Леннон и Маккартни сделали такое путешествие волшебным, чтобы песня и фильм стали «чуточку более сюрреалистическими, чем реальность».

## Запись
Группа начали работу над заглавной песней того, что станет их следующим фильмом и альбома — Magical Mystery Tour, сделав 25 апреля 1967 года запись трёх дублей базовой дорожки. Группа долго репетировала песню в студии, прежде чем начать запись, Пол Маккартни сидел за фортепиано и объяснял группе свои идеи. В конечном итоге, они записали на плёнку ритм-дорожку с двумя гитарами, фортепиано и барабанами. Удовлетворённые третьим дублем, затем следили за тем, как были сделаны пять промежуточных миксов для освобождения дополнительных дорожек на ленте. Последний из них, пронумерованный как дубль восемь, использовался для дальнейших наложений. Группа также собрала петлю ленты с шумами транспорта, взятыми из коллекции звуковых эффектов EMI Volume 36: Traffic Noise Stereo. Она была добавлена к песне во время заключительной сессии микширования 7 ноября 1967 года.
На сессии 26 апреля, которая началась в 19:00 и закончилась в 02:00 следующего утра, группа сделали множество наложений инструментов на бэк-дорожку. Маккартни добавил на восьмой дубль песни партию бас-гитары, записав её на вторую дорожку четырёхдорожечной плёнки. После этого группа, Мэл Эванс и Нил Аспиналл добавили маракасы, колокольчик, бубен и бэк-вокал на третью дорожку, а различные крики и другие вокалы Маккартни, Леннона и Харрисона были записаны на последнюю доступную дорожку. Затем был сделан промежуточный микс, чтобы освободить ещё две дорожки для дальнейших наложений на следующий день.
27 апреля Маккартни наложил партию ведущего вокала с бэк-вокалом Леннона и Харрисона на третью дорожку плёнки. "Все эти кусочки Roll up, roll up for the Magical Mystery Tour были записаны на плёнку на очень медленной скорости так, чтобы при воспроизведении они звучали очень быстро, – говорит Ричард Луш. – Они действительно хотели, чтобы эти голоса звучали иначе".
Затем было сделано четыре мономикса в демонстрационных целях и были нарезаны ацетатные диски, по-видимому, чтобы написать аранжировку для труб. На этом миксе к вокалу Маккартни был применён искусственный дабл-трекинг, а фортепиано во время коды было более громким.
Во время сессии 3 мая 1967 года, которая продлилась с 19:00 до 0:15, были сделаны наложения труб для этой песни. Трубачами были Дэвид Мэйсон, Элгар (Гэри) Ховарт, Рой Копестэйк и Джон Вилбрэхэм. Их с самого начала смутило то, что аранжировка вообще не была подготовлена и им пришлось некоторое время ждать, пока Пол Маккартни и Джордж Мартин решали, чего хотят. В конечном итоге Гэри Ховарт устал от ожидания и сам написал аранжировку, которая была использована для записи. Её добавили на четвёртую дорожку ленты. Затем на третью дорожку, которая уже содержала вокал, наложили глокеншпиль во время коды. Инструмент ранее использовался в Only a Northern Song.
Семь мономиксов песни создали во время сессии 4 мая. Они были пронумерованы 1-7, несмотря на то, что четыре предыдущих микса было сделано 27 апреля 1967 года. Была некоторая неуверенность, какой лучше - микс пять или семь, хотя, в конечном итоге, последний был выбран для телефильма. Несколько звуковых эффектов добавили позже во время монтажа фильма, включая шумы автобуса и аплодисменты. Однако ни один из миксов этого дня не был выпущен на пластинке, поскольку новые миксы - и дополнительные вокальные наложения - были сделаны 7 ноября 1967 года. На данном этапе, тем не менее, песня считалась завершённой.

## Участники записи
В записи песни принимали участие:
- Пол Маккартни — ведущий вокал, фортепьяно, бас-гитара
- Джон Леннон — вокал, акустическая гитара, ударные
- Джордж Харрисон — вокал, гитара, ударные
- Ринго Старр — ударные
- Мэл Эванс — ударные
- Нил Эспинелл[англ.] — ударные
- Дэвид Мэйсон[англ.] — труба
- Элгар Хоуорт[англ.] — труба
- Рой Коупстейк — труба
- Джон Уилбрахам — труба

## Выпуск
«Magical Mystery Tour» была выпущена 8 декабря 1967 года в составе мини-альбома в Великобритании. В США она вошла в LP. Этот LP был позже выпущен на компакт-диске в обеих странах.
Ричи Антербергер с Allmusic назвал песню «приятной, бодрящей мелодией, впрочем, не идущей ни в какое сравнение с лучшими песнями The Beatles».

## Кавер-версии
| Год  | Исполнитель     | Альбом                         | Примечания        |
| ---- | --------------- | ------------------------------ | ----------------- |
| 1976 | Ambrosia        | Всё это и Вторая мировая война | Саундтрек         |
| 1991 | Cheap Trick     | Greatest Hits                  |                   |
| 2001 | Transatlantic   | Live in America                | Концертная версия |
| 2003 | The Punkles     | Pistol                         |                   |
| 2006 | Ингви Мальмстин | Butchering The Beatles         |                   |
| 2007 | Бонни Пинк      | Water Me                       |                   |
| 2009 | Beelzebubs      | The Sing-Off                   |                   |